# نورة صالح الشملان
نورة صالح الشملان باحثة وكاتبة سعودية، وهي من مواليد محافظة عنيزة بالقصيم، لها العديد من الإصدارات في الأدب والنقد سير الأعلام، من أبرزها: (المتنبي في خيمة النساء)، و(الأميرة نورة بنت عبد الرحمن الفيصل)، وكتاب (حضور الغياب: إضاءات على حياة الملك فيصل الخاصة) 

## العائلة
هي زوجة الدكتور سليمان بن عبد العزيز السليم الذي كان وزيراً للتجارة في السعودية ثم وزيراً للمالية. وقد كتبت عن زوجها بعد وفاته كتاب (أقلام تروي). ولديها من الأبناء والبنات: لينا وباسل ولميس وسارة وماجد وعبد العزيز.

## التعليم
- ولدت نورة الشملان في مدينة عنيزة بالقصيم، وانتقلت إلى الزبير في العراق عندما أصبح عمرها ثلاث سنوات مع والدها الذي كان يشتغل في التجارة في البصرة، وفي الصف الثالث الابتدائي انتقلت من الزبير إلى البصرة لإكمال الدراسة الثانوية، وقد تخرجت من المرحلة الثانوية عام 1965م، ثم التحقت بكلية الآداب قسم اللغة العربية في جامعة بغداد وتخرجت منها عام 1969م.[4]

- حاصلة على درجة الماجستير في الآداب من جامعة الرياض (جامعة الملك سعود) عام 1398هـ (1978م). وكان عنوان رسالتها: (أبو ذؤيب الهذلي: حياته وشعره).
- حاصلة على درجة الدكتوراه في الآداب من جامعة الملك سعود بامتياز مع مرتبة الشرف الأولى عام 1407هـ (1987م).
- حاصلة على درجة الأستاذية عام 1420هـ (2000م).[5]

## العمل
- عملت أستاذة للأدب العربي القديم ونقده في قسم اللغة العربية بكلية الآداب في جامعة الملك سعود.
- عملت رئيسة لمجلس البحوث بمركز الدراسات الجامعية للبنات من عام 1423هـ إلى عام 1429هـ.
- رئيسة الندوة الدولية «قضايا المنهج في الدراسات اللغوية والادبية النظرية والتطبيق» التي أقيمت في جامعة الملك سعود عام 2010.[6]

## المؤلفات
- (أبو ذؤيب الهذلي حياته وشعره) صدر عن عمادة شؤون المكتبات في جامعة الملك سعود عام 1980م.[7]
- (شخصية المتنبي في آثار الدارسين) صدر عن دار الصافي في الرياض عام 1410هـ (1990).
- (المتنبي الإنسان والشاعر) صدر عن دار مصر في القاهرة عام 1992م.[8]
- (أبو تمام الشاعر الفنان) صدر عن دار مصر عام 1996م.[9]
- (الأميرة نورة بنت عبد الرحمن الفيصل) صدر عام 2000م.[10]
- (أمشاج: مقالات في الأدب والنقد والتربية) صدر عن دار الخلود عام 2004م.[11]
- (قطوف دانية) صدر عن دار الخلود عام 2006م.[12]
- (رسالة عن أبي تمام الشاعر الفنان) صدر عن دار الخلود عام 2007م.[13]
- (المتنبي في خيمة النساء) صدر عن دار الخلود عام 2008م.[14]
- (لآلئ وأصداف) صدر عن دار الخلود عام 2009م.[15]
- (على شاطئ التراث) صدر عن دار الخلود عام 2011م.[16]
- (حضور الغياب: إضاءات على حياة الملك فيصل الخاصة) صدر عن دار الخلود عام 2016م. وتضمن الكتاب ترجمة موجزة لحياة الملك فيصل بن عبد العزيز، وبرنامجه اليومي، وطباعه، ونماذج من احتفالات القصر الملكي، ونثار من الشعر ومجموعة من الصور النادرة.[17]
- (أقلام تروي) صدر عام 2019.[18]

## الأبحاث العلمية
1. صورة المرأة في غزل البحتري، مجلة جامعة بغداد، العدد الثالث والثلاثون، 1410ه‍-1989م.
2. صورة المرأة في شعر الشريف الرضي، مجلة الدارة الصادرة عن دارة الملك عبدالعزيز، العدد الثاني، السنة الخامسة 1410ه‍-1989م، الرياض، المملكة العربية السعودية.
3. ظاهرة الاغتراب في حياة ابن الرومي وشعره، مجلة الدارة، العدد الثالث، السنة السادسة عشرة 1410ه‍ - 1990م، الرياض.
4. فوز في شعر العباس بن الأحنف، مجلة كلية الآداب، جامعة القاهرة، العدد (56) 1993م.
5. قصور المتوكل في شعر البحتري، مجلة العصور، المجلد الثاني، الجزء الثاني، لندن، 1993م.
6. المرأة في حياة المتنبي وشعره، وحوليات كلة الآداب، جامعة عين شمس، المجلد العشرون، 1994م، القاهرة.
7. المرأة في حياة أبي فراس الحمداني، مجلة كلية الآداب، جامعة القاهرة، العدد (63)، 1994م، القاهرة.
8. أبو تمام شخصيته من خلال شعره، مجلة رسالة المشرق الصادرة عن مركز الدراسات الشرقية، جامعة القاهرة، العدد الرابع من المجلد الثاني والأول من المجلد الثالث، 1995م.
9. أثر الطبيعة في شعر الصنوبري، مجلة الدارة، العدد الثالث، السنة الحادية والعشرون، ربيع الآخر، جمادى الأولى، 1416ه‍، الرياض.
10. المرأة في حياة ابن الرومي وشعره، مجلة جامعة دمشق، المجلد (11) العددان 43، 44، كانون الثاني 1995م، دمشق.
11. قراءة في بانية أبي نواس، مجلة أبحاث اليرموك، سلسلة الآداب واللغويات، المجلد (15) العدد (1) 1997م، الأردن.
12. الحسد في حياة المتنبي، مجلة كلية الآداب، جامعة المنصورة، العدد التاسع، أغسطس 1996م، مصر.
13. الاغتراب في حياة أبي حيان التوحيدي، مجلة كلية الآداب، جامعة جنوب الوادي، العدد التاسع عشر، الجزء الثاني، أكتوبر 1996م، مصر.
14. الموت ورؤية الزمن في تجربة الأعشى، حوليات جامعة عين شمس، المجلد الخامس والعشرون، الجزء الثاني، 1996-1997م، القاهرة.
15. ربيعة الرقي وعباءة عمر بن أبي ربيعة، مجلة حوليات الجامعة التونسية، العدد (43) 1999م، تونس.
16. الحنين في شعر تميم، مجلة كلية الآداب وعلوم اللغة، وحدة النشر العلمي، كلية الآداب، جامعة القاهرة، المجلد (6) العدد (3) يوليو 2000م، القاهرة.
17. المرأة في شعر أبي تمام، مجلة كلية الإنسانيات والعوم الاجتماعية، 2001م، قطر.
18. الحرمان ورفض الواقع في تجربة تميم بن أبي بن مقبل، مجلة كلية الآداب، جامعة الخرطوم (مقبول للنشر).
19. تعدد القراءات في تراثنا الشعري، مجلة علامات، ربيع الآخر 1423ه‍، جدة.
20. بحث في موسوعة مكة المكرمة الجلال والجمال الصادرة عن مؤسسة باشراحبيل الثقافية بمكة المكرمة، الطبعة الأولى، 2005م، عنوان البحث (عادات المجتمع المكي من خلال رواية لا ظل تحت الجبل) لفؤاد عنقاوي.
21. بحث بعنوان (إضاءات على إنجازات المرأة السعودية) كلية الخدمة الاجتماعية، الكويت، 2007.
22. ضوابط التحكيم لأغراض الترقية في الجامعات السعودية، جامعة الإمام محمد بن سعود الإسلامية، الرياض، 2008.
23. رجال السياسة ونقد الشعر، قسم اللغة العربية، جامعة الملك سعود.
24. نحو مكانة أفضل لكليات الآداب، بحث مقدم في مؤتمر المئوية لجامعة القاهرة ونشر بعد تحكيمه في كتاب المؤتمر، إبريل، 2007.

## إسهامات علمية
1. رئاسة الندوة العلمية الأولى في جامعة الملك سعود.
2. عضوية اللجنة العليا في جائزة الملك فيصل العالمية للأدب.
3. محكم في جائزة العويس قسم الشعر.
4. عضو مؤسس في مركز الأميرة نورة بنت عبد الرحمن الاجتماعي في مدينة عنيزة.
5. صاحبة ومؤسسة صالون سرلمينا الثقافي في الرياض.

## مقالات ثقافية
1. الفيصل (مقال شهري منذ 1416ه‍ حتى 1420ه‍) وعودة المقالات الشهرية 1426ه‍.
2. المجلة العربية (بحوث متفرقة منذ 1409ه‍ حتى 1426ه‍).
3. المجلة الأدبية الصادرة عن النادي الأدبي في الرياض بحث بعنوان (علوة في شعر البحتري) مقالات متفرقة في بعض الصحف الكويتية وجريدة الشرق الأوسط وجريدة الرياض ومجلة هاجس.
4. الفيصل الأدبية، العدد الثاني 1426ه‍.

## الكتب
1. أبو ذؤيب الهذلي حياته وشعره، نشر عمادة شؤون المكتبات بجامعة الملك سعود.
2. شخصية المتنبي في آثار الدارسين، نشر دار الصافي، الرياض 1410ه‍ - 1990م.
3. المتنبي الإنسان والشاعر، نشر دار مصر للطباعة، 1412ه‍- 1992م.
4. أبو تمام الشاعر الفنان، دار مصر للطباعة، 1416ه‍ - 1996م، القاهرة، طبعة ثانية، دار الخلود، بيروت، 2007م.
5. الأميرة نورة بنت عبدالرحمن الفيصل، الرياض، 1421هـ - 2000م.
6. أمشاج (مقالات في الأدب والنقد والتربية) دار الخلود، بيروت، 2004م.
7. قطوف دانية (مقالات في الأدب والنقد) دار الخلود، بيروت، 2006م.
8. المتنبي في خيمة النساء، دار الخلود، بيروت، 2008م.
9. لآلئ وأصداف، طبع دار الخلود، 2009م.
10. على شاطئ التراث، طبع دار الخلود، 2011م.
11. حضور الغياب إضاءات على حياة الملك فيصل، دار الخلود، بيروت.

## المؤتمرات والندوات
1. المؤتمر التربوي الأول، الكويت من 9-11/1/1998م، عنوان ورقة العمل: أثر غياب القيم التربوية الإسلامية في بناء الفرد والمجتمع.
2. ندوة الشعر العربي الحديث، مايو 1998م، القاهرة (تعليق على ورقة).
3. ندوة الأخطل الصغير، بيروت 1998م (تعليق على ورقة).
4. مؤتمر المملكة العربية السعودية في مائة عام، الرياض 7-11/شوال/ 1419ه‍، عنوان البحث: (الجانب الإنساني في حياة الملك عبدالعزيز من خلال علاقته بأخته نورة).
5. ندوة الصحافة الخليجية، جامعة قطر، مايو 1999م، عنوان ورقة العمل (أوليات الكتابة الصحفية النسائية السعودية).
6. ندوة المناهج الأدبية، الجامعة الأردنية 20/2/1422ه‍، عنوان ورقة العمل (الشعراء المُجَان في العصر العباسي وموقفهم من الموت).
7. مؤتمر الأجناس الأدبية، جامعة القاهرة، كلية الآداب 20/8/1422ه‍، التعليق على بعض الأوراق.
8. ندوة الزمن في الثقافة العربية، تونس، جامعة صفاقس، كلية الآداب والعلوم الإنسانية، عنوان الورقة: (الموت ورؤية الزمن في تجربة الأعشى).
9. ندوة ملتقى قراءة النص (2) جدة، النادي الأدبي 11-14/1/1423ه‍، عنوان الورقة (تعدد القراءات في تراثنا الشعري) وملتقى قراءة النص (3) جدة 11-14/1/1424ه‍ وملتقى قراءة النص (4) جدة 17-20/1/1425ه‍.
10. اللقاء العلمي الأول لرؤساء الأقسام الأكاديمية، جامعة الملك سعود، صفر 1424ه‍.
11. ندوة المنتدى الاقتصادي 26-28/1/1424ه‍، الرياض.
12. ندوة الكوادر الوطنية النسائية آفاق جديدة للعمل (مقررة الندوة) 25-27/3/1424ه‍.
13. ندوة بناء المناهج: الأسس والمنطلقات، جامعة الملك سعود، كلية التربية 19-20/3/1424ه‍ (تعليق على بعض الأوراق).
14. ندوة الشيخ حمد الجاسر وجهوده العلمية، جامعة الملك سعود، كلية الآداب، 4-5/8/1424 ه‍ (تعليق على بعض الأوراق).
15. ندوة العولمة وأولويات التربية (1-3/2/1425ه‍ - 20-22/4/2004م) جامعة الملك سعود (التعليق على بعض الأوراق).
16. الملتقى العربي للتربية والتعليم (التربية العربية: الواقع وسبل التطوير) بيروت 27-30/ذو الحجة/ 1424ه‍  الموافق 17-20/فبراير/ 2004م (مؤسسة الفكر العربي) حضور ومداخلة.
17. ندوة (الجمعيات الخيرية في المملكة الإنجازات والمعوقات) 6-7/صفر/ 1425ه‍ الموافق 27-28/مارس/2004م مقررة الندوة.
18. اللقاء الوطني الثالث للحوار الفكري (المدينة المنورة من 24-26/6/2004م (التعليق على ورقة).
19. الملتقى الأول للمثقفين السعودية، وزارة الإعلام 11-13/شعبان/ 1425ه‍ - 25-27/سبتمبر/ 2004م، الرياض.
20. تنمية أعضاء هيئة التدريس في مؤسسات التعليم العالي (التحديات والتطوير) 2-3/ذي القعدة/ 1425ه‍ - الموافق 14-15/ديسمبر/ 2004م.
21. ندوة العنف الأسري: الأسباب والعلاج، مركز الدراسات الجامعية، جامعة الملك سعود، الرياض 19-20/2/1426ه‍ - 29-30/3/2005م، مقررة الندوة.
22. ندوة أخلاقيات العمل في القطاعين الحكومي والأهلي، ندوة نظمها معهد الإدارة 20/1/1425ه‍ - 1/3/2005م، الرياض (تعليق على ورقتين).
23. المؤتمر التربوي الخامس لكلية التربية بعنوان (جودة التعليم الجامعي) جامعة البحرين 11-13/4/2005م (البحرين) حضور.
24. المكتبات العامة في المملكة: الواقع وتطلعات المستقبل في الفترة 23-24/شعبان/ 1426ه‍ المصادف 27-28/سبتمبر/ 2005م، جامعة الملك سعود، كلية الآداب (حضور).
25. الحلقة النقاشية حول (الإرشاد الأسري في المملكة) وزارة الشؤون الاجتماعية 1427ه‍-2006م، الرياض (حضور).
26. ملتقى الكويت الأول للشعر العربي في العراق 7-9 مايو 2005م، الكويت (حضور).
27. ظاهرة الطلاق في المجتمع السعودي، جامعة الملك سعود، عقد المؤتمر 5-7/صفر/ 1427ه‍ المصادف 5-7/مارس/ 2006م، جامعة الملك سعود، الرياض (مقررة الندوة).
28. ندوة الدراسات التربوية والعلمية، المركز الدولي للأبحاث والدراسات التربوية والعلمية، بيروت، 2006م (حضور).
29. الملتقى العربي الثالث للتربية والتعليم (التعليم والتنمية المستدامة في الوطن العربي) بيروت 26-28/ربيع الأول/ 1427ه‍ - 24-26/أبريل/ 2006م (حضور).
30. منتدى الإعلاميات الأول، الرياض 18/ ربيع الأول /1427ه‍ الموافق 16/أبريل/2006م (تعليق على بعض الأوراق).
31. أسبوع كلية اليمامة الثقافي، الرياض 408/ذو القعدة/ 1427ه‍ الموافق 25-29/نوفمبر/ 2006م (حضور).
32. المؤتمر الثاني للأوقاف (الصيغ والرؤى المستقبلية) جامعة أم القرى بالتعاون مع وزارة الشؤون الإسلامية والأوقاف والدعوة والإرشاد خلال الفترة من 18-20/11/1427ه‍ الموافق 9-11/12/2006م (حضور).
33. البرنامج الثقافي المصاحب لمعرض الرياض الدولية للكتاب 9-19/صفر/ 1428ه‍ الموافق 27/فبراير 9/مارس/ 2007م (حضور)ز
34. ندوة (أبناؤنا كيف نعدهم لزواج ناجح) 29/صفر 1-2/ربيع الأول/ 1428ه‍ المصادف 19-21/مارس/ 2007م (مقررة الندوة).
35. ندوة (قضايا في رياض الأطفال) مركز البحوث، جامعة الملك سعود 22-23/ربيع الأول/ 1428ه‍ المصادف 10-11/أبريل/ 2007م (مقررة الندوة).
36. ندوة (الملتقى الأول لكلية التربية للدراسات العليا) 18/4/1428ه‍ المصادف 5/5/2007م (تعليق على بعض الأوراق).
37. المنتدى العربي للتربية والتعليم، عُمان 24-25/أبريل/2007م المصادف 7-8/ربيع الثاني/ 1428ه‍ (حضور).
38. الملتقى الدولي للترجمة، عمَّان، الأردن 11/ربيع الثاني/ 1428ه‍ (حضور).
39. الملتقى الخليجي الثالث لقسم الاجماع والخدمة الاجتماعية بعنوان (التحديثات الاجتماعية والسياسية للمرأة الخليجية) جامعة الكويت 31/4 إلى 3/5/2007م تقديم ورقة عمل بعنوان (إضاءات على دور المرأة في التنمية خلال عقدين).
40. الدراسات الإنسانية ومدى جدواها في سوق العمل 20/4/1428ه‍ المصادف 7/5/2007م، مركز البحوث بمركز الدراسات الجامعية للبنات، جامعة الملك سعود (مقررة الندوة).
41. المؤتمر القومي الأول للمناهج، قسم اللغة العربية، جامعة القاهرة، القاهرة 20-23/2/2007م (تقديم ورقة عمل).
42. مؤتمر تعزيز المشاركة السياسية للمرأة العربية (التحديات والخطوات المستقبلية) 15-16/5/2007م، الكويت (حضور).
43. ندوة (الاستهلاك بين الواقع والمأمول) 2/صفر/ 1428ه‍ كلية الآداب، جامعة الملك سعود (حضور).
44. اللقاء الرابع للخطاب الثقافي السعودي (الإصلاح والتطوير) 4-5/1/1433ه‍ الموافق 29-30/نوفمبر/ 2011م (حضور).
45. المؤتمر الدولي للغة العربية، العربية لغة عالمية: مسؤولية الفرد والمجتمع والدولة 19-23 مارس 2012م (بيروت) (تعليق على بعض الأوراق).
46. المؤتمر العالمي عن: (المرأة في السيرة النبوية والمرأة المعاصرة: المملكة العربية السعودية أنموذجاً) القصيم 18-20/5/1433ه‍ (حضور)ز
47. محاضرة (المرأة في شعر المتنبي) نادي الأحساء الأدبي 21/12/1433ه‍ الموافق 6/11/2012م.

قامت بإدارة أربعين ندوة موزعة على النحو التالي:
1. جامعة الملك سعود.
2. جمعية النهضة النسائية الخيرية.
3. مكتبة الملك عبدالعزيز وذلك في الفترة من 1395ه‍ إلى 1424ه‍

## المحاضرات
- ألقت ثلاثين محاضرة داخل المملكة خلال الفترة من 1395ه‍ إلى 1425ه‍ وكلها موثقة لمن يطلبها.
- وألقت محاضرات خارج المملكة في كل من: الكويت، قطر، والإمارات العربية المتحدة والمملكة المتحدة وكلها حول الشعر العباسي.

## تكريم
كرمت في افتتاح مهرجان عنيزة الرابع عام 2013م مع مجموعة من الرواد والرائدات في مجالات مختلفة.